# Вестральп
Вестральп або Фестральп (д/н — після 359) — король алеманів-букінобантів.

## Життєпис
Про нього замало свідчень. Був королем частини алеманів, що розташовувалася навпроти римського міста Могунтіака. Втім правив разом з Макріаном. Їхні родинні стосунки незрозумілі: або були батьком і сином чи братами. 
357 року разом з королями інших алеманських племен (Суомаром, Урсіцином, Урієй, Гортаром) брав участь у поході проти Римської імперії. Спочатку вдалося сплюндрувати значні області на південь відРейну, завдавши поразки Барбаціону. Слідом за цим приєднався до походу Хнодомара. Проте алемани зазнали поразки у битві під Аргенторатом від римського цезаря Юліана. 
У 359 році спільно з іншими алеманськими королями за таємної підтримки імператора Констанція II готувався до нападу на Юліана, якого підозрював у змові проти себе. Проте Юліан раптово перетнув Рейн, змусивши очільників усіх племен алеманів укласти мирний договір. За деякими відомостями, Вестральп уклав окрему угоду з Юліаном. 
Подальша доля Вестральпа достеменно невідома, проте ймовірно до 360 року загинув у війні з родичами Харіобавдом і Макріаном у боротьбі за владу над алеманами-букінобантами.